# Norbert Mueller
Norbert Edward „Stuffy“ Mueller (* 14. Februar 1906 in Waterloo, Ontario; † 6. Juli 1956 in Toronto, Ontario) war ein kanadischer Eishockeytorwart. Bei den Olympischen Winterspielen 1928 gewann er als Mitglied der kanadischen Nationalmannschaft die Goldmedaille.

## Karriere
Norbert Mueller verbrachte einen Teil seiner Karriere als Eishockeytorwart bei den Toronto Varsity Grads, mit denen er 1927 den Allan Cup, den kanadischen Amateurmeistertitel, gewann. Im folgenden Jahr vertrat er mit den Varsity Grads Kanada bei den Olympischen Winterspielen. Nach dem Turnier spielte er mehrere Jahre lang in der Seniorenmeisterschaft der Ontario Hockey Association für die Amateurmannschaft Toronto National Sea Fleas, mit denen er 1932 ebenfalls den Allan Cup gewann. Nach seinem Karriereende war er im Versicherungswesen tätig. Im Alter von 50 Jahren starb er 1956 an den Folgen eines Herzinfarkts.

### International
Für Kanada nahm Mueller an den Olympischen Winterspielen 1928 in St. Moritz teil, bei denen er mit seiner Mannschaft die Goldmedaille gewann. Bei seinem einzigen Einsatz im Turnierverlauf, beim 14:0-Erfolg gegen Großbritannien, erreichte er einen Shutout. 1933 nahm er mit dem Nationalteam an der Weltmeisterschaft teil und gewann dabei die Silbermedaille.

## Erfolge und Auszeichnungen
- 1927: Allan-Cup-Gewinn mit den Toronto Varsity Grads
- 1932: Allan-Cup-Gewinn mit den Toronto National Sea Fleas

### International
- 1928: Goldmedaille bei den Olympischen Winterspielen
- 1933: Silbermedaille bei der Weltmeisterschaft